# Мала Мунамар
Мала Мунама́р (рос. Малая Мунамарь, марій. Изи Мунамарий) — присілок у складі Марі-Турецького району Марій Ел, Росія. Входить до складу Косолаповського сільського поселення.

## Населення
Населення — 120 осіб (2010; 139 у 2002).
Національний склад (станом на 2002 рік):
- марійці — 57 %
- росіяни — 42 %